# Собор трёх святителей
Собо́р вселе́нских учи́телей и святи́телей (др.-греч. Οι Τρείς Ιεράρχες — «три иерарха») — соборный праздник Православной церкви, посвящённый памяти великих каппадокийцев Василия Великого, Григория Богослова и константинопольского патриарха Иоанна Златоуста, которые почитаются как вселенские учители, чей авторитет имеет особый вес в формировании догматики, организации и богослужения Церкви. Торжество совершается 30 января (12 февраля).
История установления праздника относится к правлению византийского императора Алексея I Комнина, когда в Константинополе шли споры о первенстве кого-либо из этих Отцов церкви. По церковному преданию, в 1084 году митрополиту Евхаитскому Иоанну явились вместе три святителя и повелели установить общий день празднования их памяти, объявив, что они равны пред Богом:

Нет между нами ни первого, ни второго. Если ты ссылаешься на одного, то в том же согласны и оба другие. Поэтому, повели препирающимся по поводу нас прекратить споры, ибо как при жизни, так и после кончины, мы имеем заботу о том, чтобы привести к миру и единомыслию концы вселенной. В виду этого, соедини в один день память о нас и, как подобает тебе, составь нам праздничную службу, а прочим передай, что мы имеем у Бога равное достоинство.
— Димитрий Ростовский
На сюжете этого видения в XIV веке возникла иконография «Видение Иоанна Мавропода» (изображение Иоанна Евхаитского перед тремя святителями, сидящими на престолах).
С первой половины XII века в греческих богослужебных книгах появляется служба трём святителям. Самый ранний пример — Устав константинопольского монастыря Пантократора (1136 год), содержащий правила освящения храма на праздник «святых Василия, Богослова и Хризостома».

## Древнерусская литература

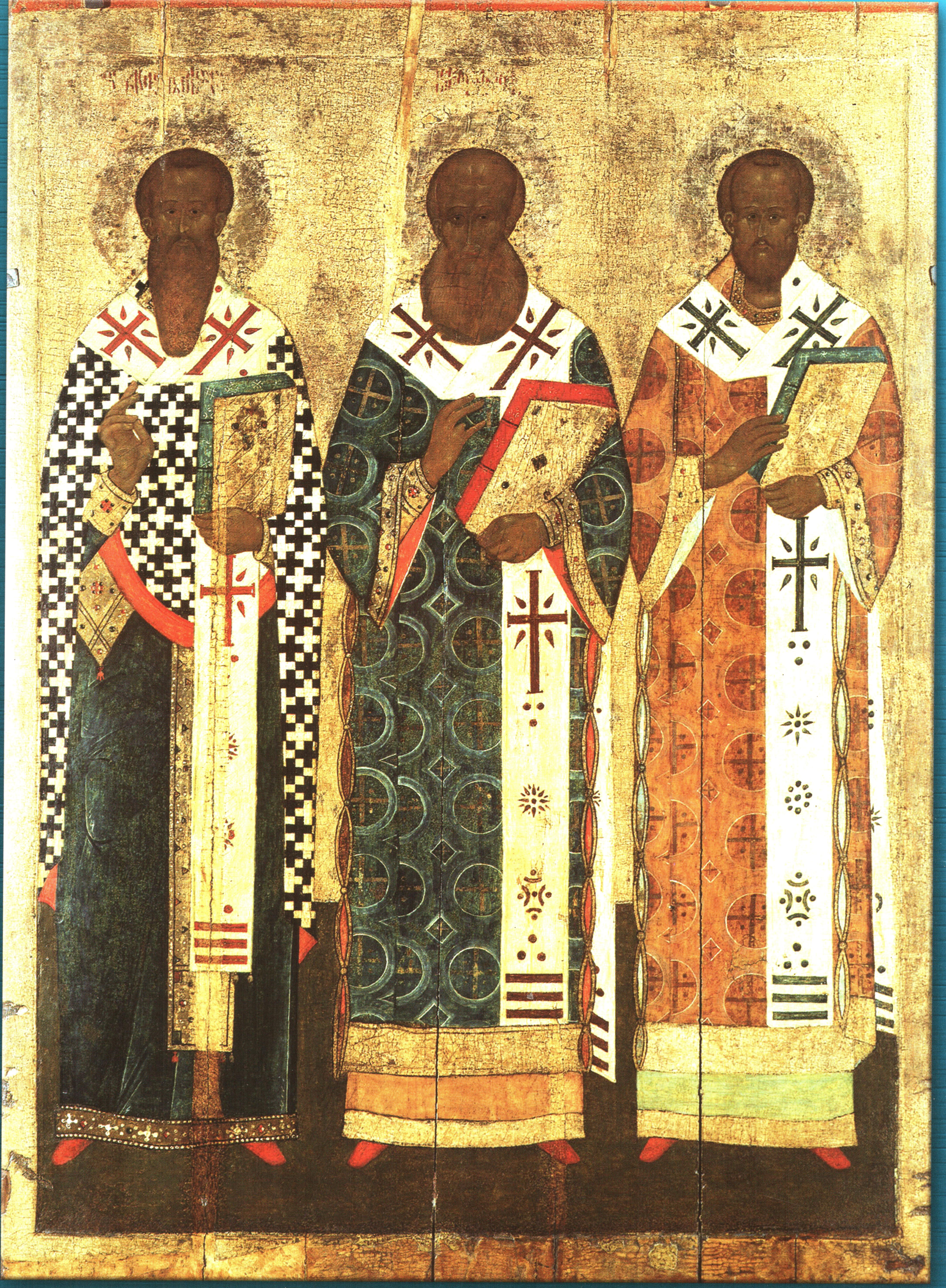
Три святителя, икона XVII века

В древнерусской литературе была распространена «Беседа трёх святителей», состоящая из вопросов и ответов, написанных от имени Василия Великого, Григория Богослова и Иоанна Златоуста. Древнейшие русские списки Беседы относятся к XV веку, известен южнославянский пергаменный список XIV века.
«Беседа» была включена в индексы «ложных» книг сразу же после своего появления. Самый ранний индекс, в котором она упоминается, датируется 30—40 годами XV века («Что глаголано о Василии Кесарийском, и о Григории Богослове, и о Иоанне Златоустем, что въпроси и ответи о всем по ряду лгано», ГИМ, Чудовское собрание, № 269); этот индекс связывают с митрополитами Киприаном (1390—1406) и Зосимой (1490—1494). Считают, что основа составлена Киприаном, а Зосима лишь дополнил список, но точный объём добавлений не известен, поскольку индекс Киприана не сохранился. Однако известно, что он существовал, поскольку в списке Зосимы указано: «А се писано из молитвеника митрополита Киприана всеа Руси».